# Phyllodactylus julieni
Phyllodactylus julieni (листопалий гекон арубський) — вид геконоподібних ящірок родини Phyllodactylidae. Ендемік Аруби. Вид названий на честь американського геолога Алексіса Жюльєна.

## Поширення і екологія
Phyllodactylus julieni є ендеміком острова Аруба в групі Підвітряних островів в Карибському морі. Цей вид живе в сухих чагарникових, кактусових і акацієвих заростях, зустрічаються в людських поселеннях.